# Лу Сяоша
Лу Сяоша (кит. упр. 陸小莎; род. в 1973 году, также Сара Сяоша Лу (англ. Sarah Xiaosha Lu)) — китайская шахматистка, международный мастер среди женщин (1995).

## Биография
В 1995 году Лу Сяоша участвовала в межзональном турнире по шахматам среди женщин в Кишинёвe, где заняла 25-е место. В 1995 году она была удостоена ФИДЕ звания международного мастера среди женщин (WIM).
Позже Лу Сяоша переехала в Соединённые Штаты Америки. В 2001 году она выиграла чемпионат штата Гавайи  по шахматам среди женщин. В настоящее время живет в Калифорнии, где она руководит шахматной школой «Beyond Chess» вместе со своим мужем Беном Денгом.

## Изменения рейтинга
| Графики недоступны из-за технических проблем. См. информацию на Фабрикаторе и на mediawiki.org. |